# Симоновка (Кировская область)
Симоновка — посёлок в Нагорском районе Кировской области России. Входит в состав Чеглаковского сельского поселения.

## География
Посёлок находится в северо-восточной части Кировской области, в пределах холмистой возвышенности Северные Увалы, в подзоне южной тайги, на правом берегу реки Кобры, на расстоянии приблизительно 20 километров (по прямой) к северо-западу от Нагорска, административного центра района. Абсолютная высота — 137 метров над уровнем моря.
Климат
Климат характеризуется как умеренно континентальный, с холодной малоснежной зимой и умеренно тёплым коротким летом. Среднегодовая температура — 0,8 °C. Средняя температура воздуха самого холодного месяца (января) составляет −14,9 °C (абсолютный минимум — −47 °С); самого тёплого месяца (июля) — 16,9 °C (абсолютный максимум — 36 °С). Безморозный период длится в течение 103—110 дней. Годовое количество атмосферных осадков — 546 мм, из которых 313 мм выпадает в период с мая по сентябрь. Снежный покров держится в течение 177 дней.

## Население
| 2010 |
| ---- |
| 0    |